# Ingemar Bondeson
Per Ingemar Bondeson, född 30 juli 1916 i Lunds stadsförsamling i Malmöhus län, död 23 juli 1988 i Tibro församling i Skaraborgs län, var en svensk militär.

## Biografi
Bondeson avlade officersexamen vid Krigsskolan 1939 och utnämndes samma år till fänrik vid Norra skånska infanteriregementet, där han befordrades till löjtnant 1941 och kapten 1947. Han utbildade sig vid Artilleri- och ingenjörhögskolan 1945–1946, var lärare vid Infanteriets skjutskola 1946–1947 och utbildade sig vid Krigshögskolan 1947–1949. År 1952 överfördes han till Generalstabskåren och 1955 till Dalregementet. Han var lärare vid Artilleri- och ingenjörofficersskolan 1953–1956, befordrades till major 1957, var lärare vid Krigshögskolan 1957–1960, utbildade sig vid Försvarshögskolan 1959 och befordrades till överstelöjtnant 1960, varefter han var chef för Armésektionen vid Försvarets kommandoexpedition 1960–1963. Åren 1963–1972 var han chef för Norrlands dragoner, varpå han 1972–1977 var chef för Stabsavdelningen vid staben i Västra militärområdet. Han var chef för svenska FN-bataljonen på Cypern 1971–1972.

## Utmärkelser
- Riddare av Svärdsorden, 1957.[8]